# Camiac-et-Saint-Denis
Camiac-et-Saint-Denis is een gemeente in het Franse departement Gironde (regio Nouvelle-Aquitaine) en telt 255 inwoners (1999). De plaats maakt deel uit van het arrondissement Libourne.

## Geografie
De oppervlakte van Camiac-et-Saint-Denis bedraagt 6,6 km², de bevolkingsdichtheid is 38,6 inwoners per km².
De onderstaande kaart toont de ligging van Camiac-et-Saint-Denis met de belangrijkste infrastructuur en aangrenzende gemeenten.

## Demografie
Onderstaande figuur toont het verloop van het inwonertal (bron: INSEE-tellingen).